# ويندي ماي شامبرز
ويندي ماي شامبرز (بالإنجليزية: Wendy Mae Chambers)‏ هي ملحنة أمريكية، ولدت في 24 يناير 1953.

## وصلات خارجية
- ويندي ماي شامبرز على موقع ميوزك برينز (الإنجليزية)